# Saint-Martin-d'Hères
Saint-Martin-d'Hères és un municipi francès, situat al departament de la Isèra i a la regió d'Alvèrnia-Roine-Alps. L'any 2005 tenia 35.500 habitants.